# Джумада аль-уля
Джума́да аль-у́ля (араб. جمادى الأولى‎) или Джумада I — пятый месяц мусульманского календаря. Известен также под названием Джумада аль-авваль. Количество дней в месяц варьируется от 29 или 30 дней. Начало и конец месяца определяется новолунием.

## Этимология
Арабское слово джумада используется для обозначения сухих пересохших земель. Месяцы джумада аль-уля и следующий за ним месяц джумада ас-сани в Аравии считались самыми засушливыми.

### 5 день
- День рождения Зайнаб бинт Али.

### 10 день
- 660 г. х.  — смерть Иззуддина ибн Абдуссалама.

### 15 день
- День рождения Зейна аль-Абидина.

### 19 день
- 911 г. х.  — смерть Джалалуддина ас-Суюти[1]